# Богородице-Казанская церковь (Новосибирск)
Богородице-Казанская (Закаменская) церковь — православная церковь, располагавшаяся на территории современного Октябрьского района Новосибирска. Здание церкви было снесено в 1983 году.

## История
Строительство Богородице-Казанской церкви началось в 1907 году. Новая церковь была построена на Сузунской улице (современная улица Восход) в квартале № 28 Закаменского района Новониколаевска (современный Новосибирск).
21 января 1908 года протоиерей Николай Завадовский освятил церковь. Позже храм и иконостас были застрахованы на 17900 рублей.
Приход церкви считался одним из самых бедных в Новониколаевске. В её районе проживали мастера, работавшие по найму и занимавшиеся сезонной работой.
В 1909 году протоиерей Виктор Васильевич Россов стал первым настоятелем храма.
В 1911 году число прихожан составило 2619 человек.
29 августа 1911 года в церкви прошел сход прихожан и духовенства, на котором обсуждались внутрицерковные проблемы. В приговоре схода было записано: 

Оградки вокруг церкви нет, места для усадьбы и постройки причтовых домов также, не имеется. Временный холщовый иконостас немало сокрушает сердца членов попечительства и всех прихожан и вызывает желание скорейшей замены другим, на что потребуется до 3500 рублей.
6 ноября 1914 года протоиерей Виктор Россов умер, его похоронили на территории церкви.
В 1938 году храм был закрыт, а его помещение временно приспособлено под зернохранилище. Купол и колокольня были разобраны, кресты сняты.
Позже возле бывшей церкви были построены жилые дома, а её помещение занял кинотеатр «Октябрь».
В 1983 году здание церкви было снесено.